# Joe Franchino

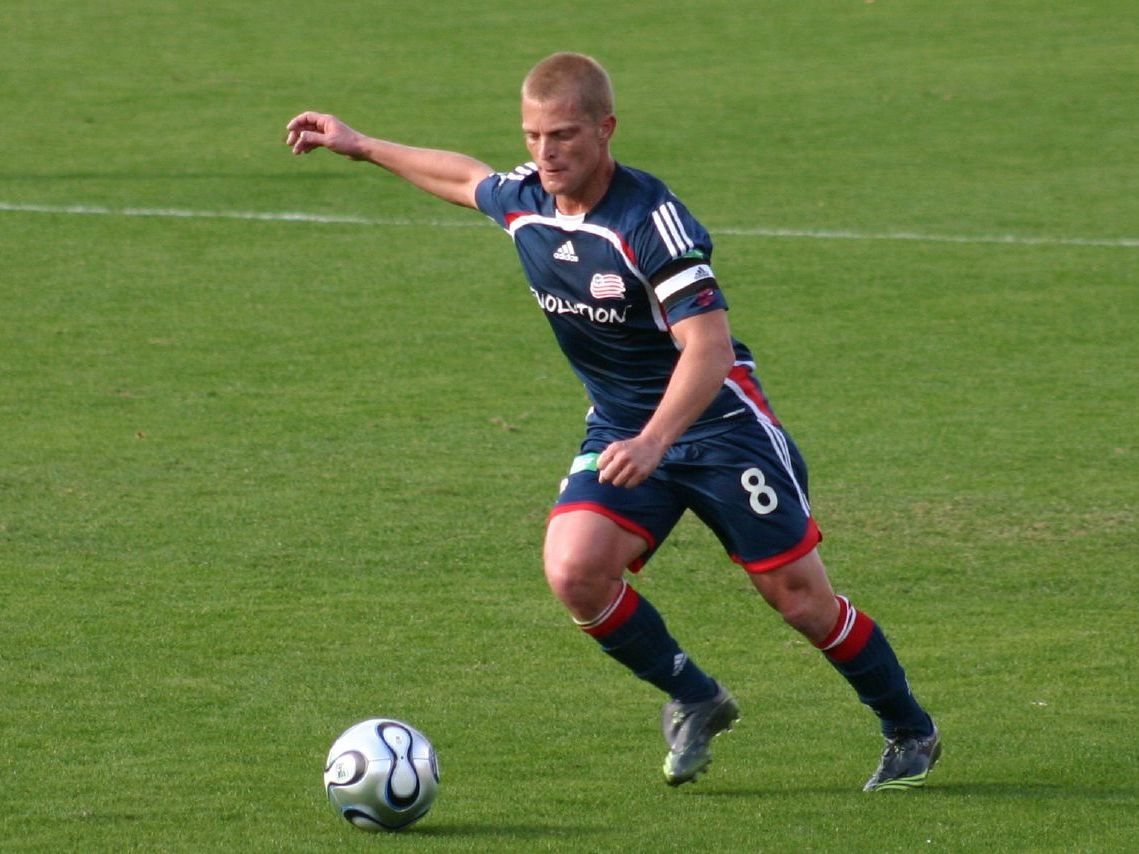
Joe Franchino

Joe Franchino (nacido el 8 de agosto de 1976 en Fontana, California) es un exfutbolista estadounidense.

## Trayectoria
| Período   | Club                                   |
| --------- | -------------------------------------- |
| 1994-1995 | California State University, Fullerton |
| 1996-1997 | Universidad de Washington              |

| Período   | Club                   | Partidos (goles) |
| --------- | ---------------------- | ---------------- |
| 1998-2000 | Los Angeles Galaxy     | 56 (1)           |
| 2000-2007 | New England Revolution | 162 (5)          |
| Período   | Club                   | Partidos (goles) |
| 2008      | Los Angeles Galaxy     | 14 (0)           |

| Período | Selección      | Partidos (goles) |
| ------- | -------------- | ---------------- |
| 2000    | Estados Unidos | 1 (0)            |

- Datos: Q586160
- Multimedia: Joe Franchino / Q586160